# Abelsches Lemma
Das abelsche Lemma ist ein Hilfsresultat zur Untersuchung des Konvergenzbereiches von Potenzreihen. Es ist nach Niels Henrik Abel  benannt.

## Aussage
Sei 
{\displaystyle P(z)=\sum _{k=0}^{\infty }a_{k}(z-z_{0})^{k}}
eine Potenzreihe. Ist {\displaystyle z_{1}\neq z_{0}} ein Punkt, für den die Folge {\displaystyle \left\{a_{k}(z_{1}-z_{0})^{k}\right\}_{k}} ihrer Summanden (betragsmäßig) beschränkt ist, so konvergiert {\displaystyle P} absolut und normal in der offenen Kreisscheibe {\displaystyle \left\{z\in \mathbb {C} \,:\,\left|z_{0}-z\right|<\left|z_{0}-z_{1}\right|\right\}}.

## Konsequenz
Wenn man berücksichtigt, dass die Reihe stets an solchen Punkten {\displaystyle z\in \mathbb {C} } divergieren muss, an denen die Folge ihrer Summanden unbeschränkt ist (nach dem Cauchy-Kriterium für Reihen), dann folgt aus dem Lemma, dass jede Potenzreihe einen wohldefinierten Konvergenzradius hat und auf jedem Kompaktum innerhalb des Konvergenzkreises gleichmäßig konvergiert, außerhalb des Konvergenzkreises divergiert. Für Punkte auf dem Konvergenzkreis wird keine Aussage über die Konvergenz gemacht.